# Kaithady
Kaithady (tamilisch கைதடி, Kaitaṭa, singhalesisch කයිතඩි, Kayaitaḍai) ist ein Vorort der Stadt Jaffna im Distrikt Jaffna der Nordprovinz in Sri Lanka mit einer Bevölkerung von fast 10.000 Menschen. Es gibt mehr als fünf Grundschulen und drei weiterführende Schulen. Die 1955 gegründete The Nuffield School, Schule für Taube und Blinde, ist das älteste und größte Bildungsinstitut für behinderte Menschen tamilischer Sprache. Kaithady ist Sitz der Kaithadi Ayurveda University. Die Heilsarmee engagiert sich seit 1973 im Ort für Gefangene.